# Tàngara galta-rogenca
La tàngara galta-rogenca (Tangara rufigenis) és un ocell de la família dels tràupids (Thraupidae).

## Hàbitat i distribució
Habita la selva pluvial de les muntanyes del nord de Veneçuela.